# Greatest Hits (ZZ Top)
Greatest Hits é uma compilação da banda americana de blues-rock ZZ Top lançado em 1992. Duas faixas são novas no álbum: "Viva Las Vegas" e "Gun Love".

## Faixas
Todas as faixas por Billy Gibbons, Dusty Hill e Frank Beard, exceto onde assinado.
1. "Gimme All Your Lovin'" – 3:59
  - Originalmente do Eliminator (1983)
2. "Sharp Dressed Man" – 4:14
  - Originalmente do Eliminator (1983)
3. "Rough Boy" – 4:50
  - Originalmente do Afterburner (1985)
4. "Tush" (Six Pack Remixed Version) – 2:15
  - Originalmente do The ZZ Top Six Pack (1987)
5. "My Head's in Mississippi" – 4:21
  - Originalmente do Recycler (1990)
6. "Pearl Necklace" – 4:01
  - Originalmente do El Loco (1981)
7. "I'm Bad, I'm Nationwide" – 4:46
  - Originalmente do Degüello (1979)
8. "Viva Las Vegas" (Doc Pomus, Mort Shuman) – 4:47
9. "Doubleback" – 3:53
  - Originalmente do Recycler (1990)
10. "Gun Love" – 3:43
11. "Got Me Under Pressure" – 4:00
  - Originalmente do Eliminator (1983)
12. "Give It Up" – 3:32
  - Originalmente do Recycler (1990)
13. "Cheap Sunglasses" – 4:47
  - Originalmente do Degüello (1979)
14. "Sleeping Bag" – 4:02
  - Originalmente do Afterburner (1985)
15. "Planet of Women" – 4:04
  - Originalmente do Afterburner (1985)
16. "La Grange" (Six Pack Remixed Version) – 3:52
  - Originalmente do The ZZ Top Six Pack (1987)
17. "Tube Snake Boogie" – 3:02
  - Originalmente do El Loco (1981)
18. "Legs" (Remix Version) – 4:31
  - Originalmente do Eliminator (1983)

## Banda
- Billy Gibbons: guitarra e vocal
- Dusty Hill: baixo
- Frank Beard: bateria